# Germanwings

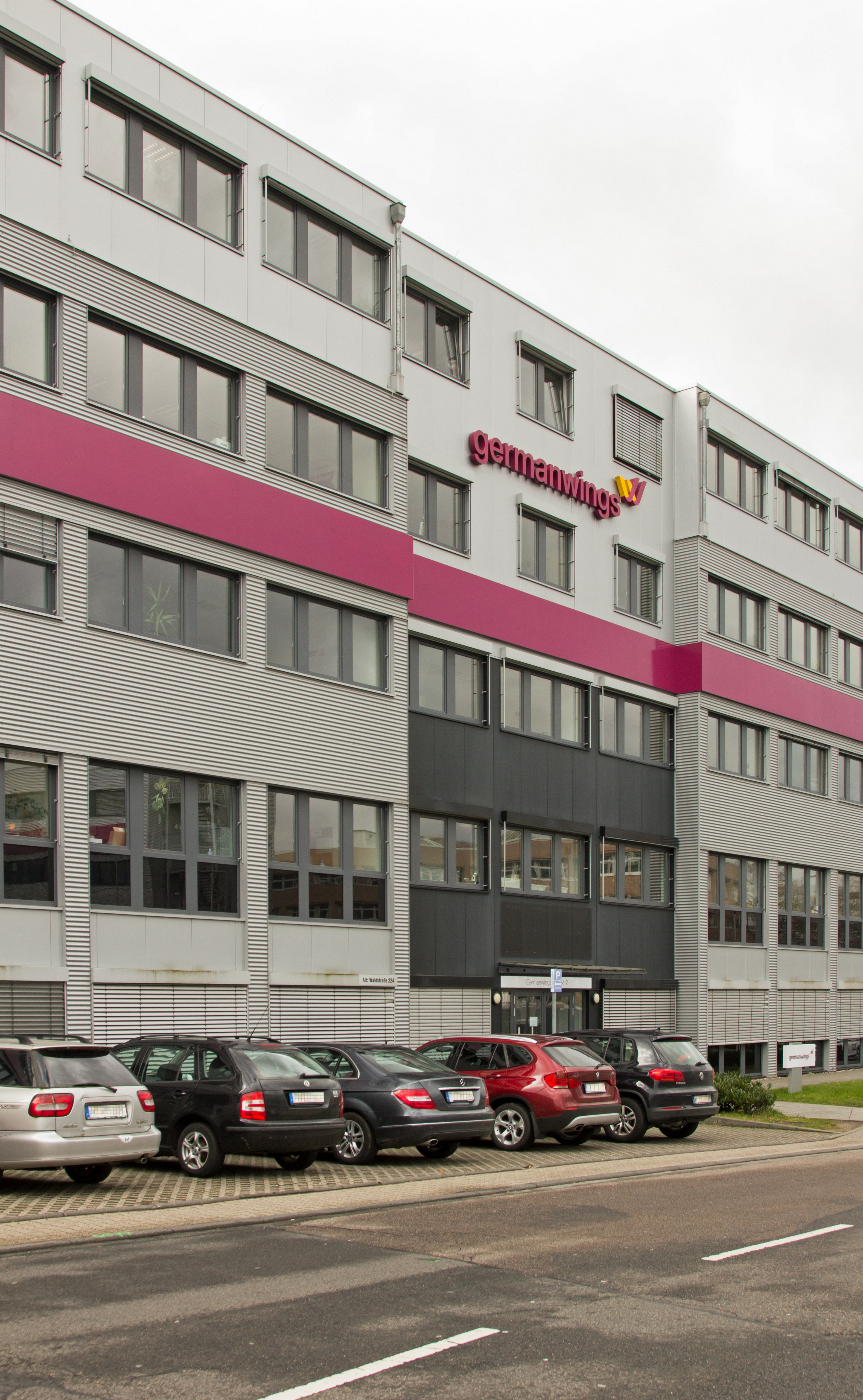
Germanwings huvudkontor

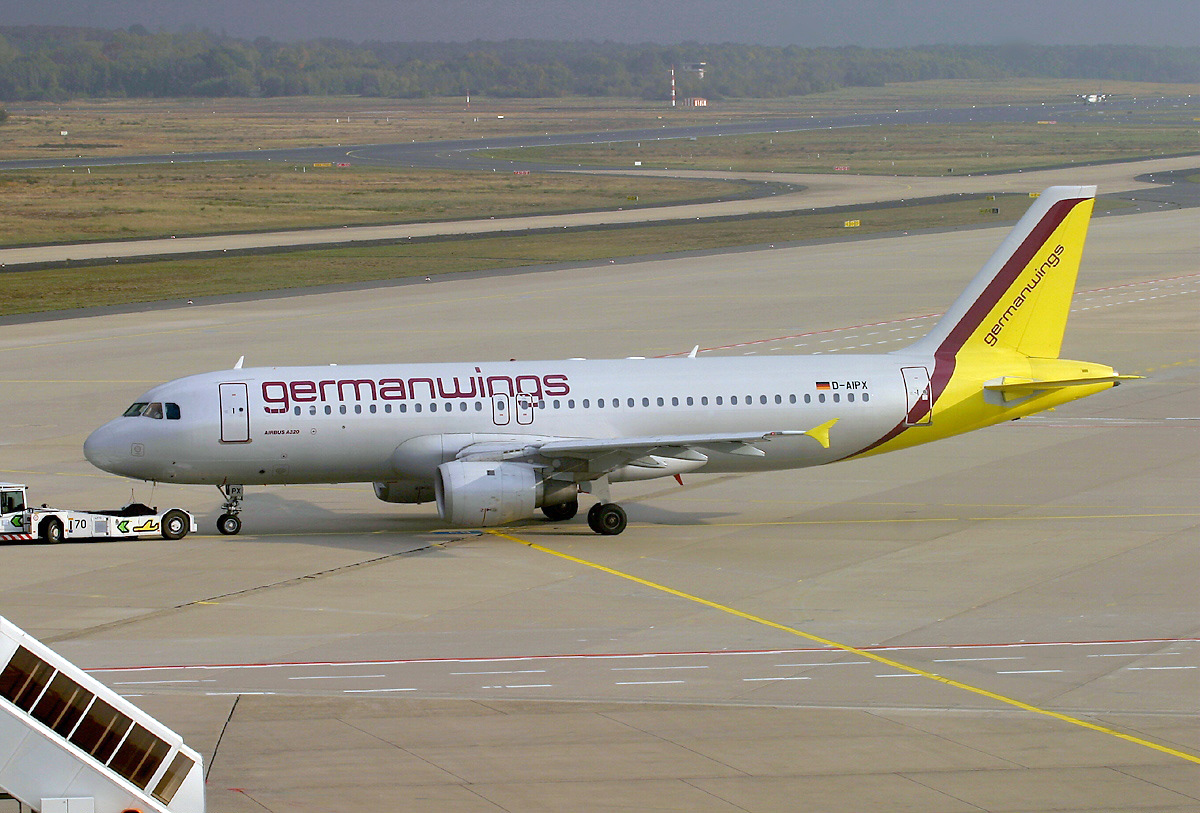
Detta var olycksplanet av typen Airbus A320 med registreringsnummer D-AIPX som senare var inblandat i flygkraschen vid Alperna 24 mars 2015.

Germanwings var ett tyskt lågprisbolag med huvudsäte i Köln, Tyskland, som bedrev flygtrafik till över 65 destinationer i Europa från fem tyska huvudflygplatser, Köln-Bonn, Berlin, Stuttgart, Hamburg och Dortmund. Flygplansflottan utgjordes merparten av 27 stycken begagnade men unga Airbus A319. I november 2009 var flottan i genomsnitt 4,8 år gammal.

## Historia
Bolaget grundades 1997 som Eurowings Flug GmbH och bytte den 27 oktober 2002 namn till Germanwings GmbH. Bolaget ägdes då helt och hållet av Eurowings, som i sin tur ägdes till 49 procent av Lufthansa. 
Från 1 januari 2009 blev Germanwings helägt av Lufthansa. Flygbolaget flög till huvudflygplatser nära centrum i Europas storstäder och hade två rutter till Sverige som i maj 2012 gick till Stockholm Arlanda från Düsseldorf airport och Köln airport. Under en tid flög Germanwings även från Berlin-Schönefeld till Arlanda. Rutterna övertogs 2015 av Eurowings i samband med att en fusion mellan Germanwings och Eurowings inleddes. 
Fusionen slutfördes i början av 2016. Sedan dess har varumärket Germanwings inte använts, trots att det egentliga flygbolaget fortfarande var verksamt under varumärket Eurowings med Germanwings flygbeteckningar/-nummer. 
Lufthansa beslutade att avveckla Germanwings verksamhet i april 2020, delvis på grund av det omfattande reseförbudet under COVID19-pandemin.

## Service och tjänster
Germanwings bedrev Sky Bistro ombord som erbjöd mat och dryck till försäljning. De hade även ett eget bonusprogram, kallat Boomerang Club. Efter 16 enkelresor eller 8 tur- och returresor fick man en gratis enkelresa. Det var även möjligt att utnyttja Lufthansas bonusprogram Miles & More hos Germanwings.
Flygbolaget var först i kategorin lågprisflyg med att erbjuda bokning med anslutningsflyg. Detta kallades Smart Connect och var möjligt från och med hösten 2007.
Incheckning var möjligt både via internet, från 72 timmar upp till 3 timmar före avgång, och via mobiltelefon från 72 timmar upp till 60 minuter före avgång.

## Flyghaverier
Germanwings var inblandad i ett allvarligt flyghaveri 24 mars 2015 då ett av deras flygplan av typen Airbus A320 på väg från Barcelona till Düsseldorf havererade i Alperna vid regionen Alpes-de-Haute-Provence. Alla 150 människor ombord omkom. Orsaken till flygplanshaveriet var att andrepiloten Andreas Lubitz låst ute flygplanets kapten och därefter flög planet mot en bergsida i syfte att begå självmord.